# Nikolái Giaúrov
Nikolái Giaúrov (Velingrad, 13 de septiembre de 1929–Módena, 2 de junio de 2004) fue un cantante de ópera búlgaro que fue considerado como uno de los mejores bajos desde el período de la posguerra. 

## Biografía
Nikolái Giaúrov nació en la ciudad búlgara de Velingrad en 1929, al sur de Bulgaria, y ya de pequeño aprendió a tocar varios instrumentos. El obligado paso por el servicio militar de su país provocó que uno de sus instructores, impresionado por la potencia con que aquel joven recluta entonaba los cánticos marciales, le recomendara estudiar con Christo Brambarov, barítono y profesor de canto. Estuvo un año con él, y luego se marchó a la URSS para seguir sus estudios en el Conservatorio de Moscú.
Hizo su debut operístico en 1955 interpretando a Don Basilio en El barbero de Sevilla, de Gioacchino Rossini, e, inmediatamente, se consagró como uno de los más grandes cantantes de su tiempo. 
A lo largo de su vida interpretó muchísimos personajes, pero sus principales actuaciones fueron Mefistófeles en el Fausto de Gounod, Felipe II en Don Carlos, Don Giovanni en la ópera homónima de W. A. Mozart y el protagonista en Borís Godunov. Admirado por su poderosa voz, estuvo particularmente asociado con interpretaciones de Giuseppe Verdi. 
En octubre de 2000, a la edad de 71 años, dio una presentación aclamada en el primer concierto conmemorativo Herbert von Karajan bajo la dirección musical del director James Allen Gähres en Ulm, donde cantó arias y dúos de las óperas de Cilea, Chaikovski y Verdi con Mirella Freni.
Cantó en los grandes teatros de ópera del mundo, como el Metropolitan de Nueva York, el Convent Garden y Glyndeburne en Inglaterra, La Ópera Estatal de Viena y decenas más durante cincuenta años.

## Familia
En 1985 adquirió la nacionalidad austríaca.
Giaúrov se casó con la pianista búlgara Slatina Giaúrov y, en segundas nupcias, con la soprano italiana Mirella Freni, con quien trabajó en diferentes óperas, como por ejemplo La Boheme de G. Puccini, aunque se conocieron en un Don Giovanni, y la consagración de ambos llegó con un espectacular Don Carlo en Salzburgo con Karajan. Ambos cantantes vivieron en Módena, ciudad italiana que vio nacer a Luciano Pavarotti y a la propia Mirella.
Con una gama inmensa de grabaciones discográficas, videográficas y presentaciones en general, Giaúrov subió al escenario, por última vez y ya septuagenario en el histórico teatro La Fenice de Venecia, para interpretar al personaje con el que debutó. 
Murió a los 74 años de edad en Módena, a causa de un paro cardíaco, luego de permanecer hospitalizado tres semanas.

## Condecoraciones
En 1991, fue condecorado con la Orden de las Artes y las Letras de Francia por sus interpretaciones del repertorio operístico francés en todo el mundo.

## Repertorio
- Vincenzo Bellini
  - Norma (Oroveso)
  - La sonnambula (Rodolfo)
- Arrigo Boito
  - Mefistofele (Mefistofele)
- Gaetano Donizetti
  - Anna Bolena (Enrico VIII)
  - La Favorita (Baldassarre)
  - Lucia di Lammermoor (Raimondo)
- Charles Gounod
  - Faust (Mephistofeles)
- Wolfgang Amadeus Mozart
  - Don Giovanni (Don Giovanni)
- Modest Músorgski
  - Borís Godunov (Borís)
- Ildebrando Pizzetti
  - Assassinio nella cattedrale (Thomas Becket)
- Amilcare Ponchielli
  - La Gioconda (Alvise Badoero)
- Giacomo Puccini
  - La bohème (Colline)
- Gioachino Rossini
  - Il barbiere di Siviglia (Don Basilio)
- Giuseppe Verdi
  - Aida (Ramfis)
  - Don Carlo (Filippo II)
  - Ernani (Silva)
  - I vespri siciliani (Procida)
  - La forza del destino (Padre guardiano)
  - Nabucco (Zaccaria)
  - Messa di requiem (Bajo)
  - Rigoletto (Sparafucile)
  - Simon Boccanegra (Fiesco)